# Chillin' Sunday
『Chillin' Sunday』（チリン サンデー）は、FM802で2015年10月4日から放送されているラジオ番組。

## 概要
2015年10月期改編で始まった、改編前に同時間でFM802開局時から26年3ヶ月にわたって放送された『SUNDAY SUNSET STUDIO』の後続番組。休日が終わる手前である日曜午後の3時間生放送プログラム。
略称は「ちりん」、X（旧Twitter）でも番組公式ハッシュタグ「#ちりん」が使用されている。
2025年5月4日は「Chillin’ Sunday LIVE ON-AIR from MIDORI FES」と題してロートハートスクエアうめきたから公開生放送が行われたが、17時台では放送システムに不具合が発生し放送が一時中断した（その後復旧し、途中から再開した）。

## DJ
- 落合健太郎

代演
- 豊田穂乃花（2023年1月15日） - 落合のコロナウイルス感染[7]による代演[8]

## 放送時間
- 日曜 15:00 - 18:00[注 1]

## 主なコーナー
グラングリーン大阪 Walk in The PARK
15:20 - 15:40
グラングリーン大阪提供。グラングリーン大阪の様々なトピックスを紹介する。
日曜日の風景
16:25 - 16:40
電話で出演するリスナーから「今なにしてる？」「この後なにする予定？」といった日曜日の風景を募集し、出演したリスナーには1000円分のマックカードがプレゼントされる。
京都銀行 JAZZIN’ PARK
16:48 - 16:55
京都銀行提供。前番組『SUNDAY SUNSET STUDIO』から引き継がれたコーナー。ジャズアルバムを1枚ピックアップする。
サラヤ FEEL THE OCEAN
17:20 - 17:50
サラヤ提供。海・水をキーワードに様々なトピックスを紹介する。「新生活に聞きたい海なナンバー」でリスナーが思いつく曲についてもリクエストで募集する。